# Metodo Martinotti
Il metodo Martinotti, o Charmat, o Martinotti-Charmat, è un procedimento atto a produrre vino spumante, mediante la rifermentazione in un grande recipiente chiuso chiamato autoclave.

## Generalità
Fu il villanovese Federico Martinotti, direttore dell'Istituto Sperimentale per l'Enologia di Asti, a ideare e brevettare nel 1895 in Italia, Francia e Svizzera il metodo di rifermentazione controllata in grandi recipienti, poi adottato intorno al 1910 dal francese Eugène Charmat, che costruì e brevettò tale attrezzatura; da qui il doppio nome Martinotti-Charmat. 
Il metodo prevede una seconda fermentazione del vino in grandi contenitori pressurizzati, chiamati autoclavi. Ciò permette di ottenere vini con caratteristiche note fruttate e ha trovato larga diffusione, in quanto più idoneo alla produzione di "bollicine" utilizzando vitigni aromatici. Infatti la lunga sosta su lievito, tipica del metodo classico, nuocerebbe all'espressione del profumo dei vini derivati dai suddetti vitigni.
Sia per la relativa facilità produttiva rispetto al metodo classico, sia per la maggior fruibilità e immediatezza dei prodotti, è un fatto noto che - sia in Italia sia nel resto del mondo - la stragrande maggioranza delle bottiglie di spumante è di tipo Martinotti. Comunque, l'enorme successo commerciale, i prezzi decisamente minori e la massiccia preferenza "popolare" non devono far dimenticare che esistono grandissime espressioni di spumanti prodotti col metodo Martinotti-Charmat.
Le uve utilizzate possono essere le stesse del metodo classico (le varietà cosiddette "neutre") ma, visto che il metodo ottiene colori più tenui, paglierino con vena verdolina, sapori più freschi e meno strutturati, profumi meno intensi, le uve più apprezzate sono il Moscato, la Glera, la Malvasia e, non per ultimo, il Brachetto. I due spumanti italiani più diffusi e famosi nel mondo sono realizzati, storicamente e pressoché unicamente, con il metodo Martinotti: essi sono l'Asti e il Prosecco; senza dimenticare che quasi tutti i Lambrusco, sia frizzanti sia spumanti, sono prodotti in autoclave.
Il metodo Martinotti è anche chiamato, oltre che Charmat, anche "metodo della rifermentazione in autoclave" e spesso, nelle trattazioni straniere, viene citato come "metodo italiano" (questo è dovuto non solo alla genesi, ma soprattutto alla grandissima diffusione di Prosecco, Asti, e Lambrusco nel mondo).
L'altro metodo per produrre spumanti naturali è il metodo classico, in cui
la rifermentazione viene effettuata in bottiglia.

## La produzione
Come per il metodo classico, l'enologo stabilisce un assemblaggio con i vini a disposizione; il vino base viene chiarificato, travasato e filtrato (cioè stabilizzato) ed è pronto per essere spostato in autoclave, a cui si aggiunge la liqueur cioè lo sciroppo zuccherino (diverse forme possibili di saccarosio) e i lieviti già attivati integrati dai sali minerali per favorirne l'attività.
La fermentazione che si svolge è molto rapida, in genere intorno ai 15-20 giorni (anche meno, se l'autoclave è dotata di agitatori); una qualità migliore si ottiene prolungando tale periodo di permanenza sui lieviti (90 giorni per spumanti di qualità, 6-12 mesi nel caso del cosiddetto "charmat lungo" usato per prodotti premium, adatto per spumanti a vitigno neutro). Lo spumante viene poi passato in un'altra autoclave tramite filtrazione in ambiente isobarico, cioè a pressione costante, per evitare perdite di anidride carbonica.
Lo spumante viene sottoposto a una temperatura di refrigerazione bassa, che provoca la precipitazione dell'acido tartarico; quindi viene nuovamente filtrato per essere successivamente dosato (in autoclave) con sciroppo zuccherino (liqueur), mantenendo le condizioni di temperatura costante e ambiente isobarico e, sempre in tali condizioni, viene eventualmente filtrato, imbottigliato e tappato. Il prodotto, una volta imbottigliato, è finito, cioè ha concluso le fasi produttive. I tappi usati possono essere, oltre ai prestigiosi tappi di sughero come nel metodo classico, anche dei tappi di plastica, ma solo per prodotti generici.
La tecnologia produttiva permette di ottenere, a seconda delle diverse combinazioni di processo, vini secchi, vini amabili, vini dolci, comunque sempre caratterizzati da sentori fruttati e freschi, tipici dei vitigni di partenza.
| Lo schema produttivo |
| --- |
| - assemblaggio vini-base - filtrazione - aggiunta sciroppo tiraggio - presa di spuma - travaso iperbarico - stabilizzazione tartarica - filtrazione iperbarica - addizione sciroppo spedizione - filtrazione iperbarica (eventuale) - imbottigliamento iperbarico - tappatura - confezionamento |

A seconda di quanto residuo zuccherino è rimasto dopo la presa di spuma (lo si determina in precedenza, in funzione della tipologia che si vuole ottenere) e/o dell'eventuale dosaggio successivo con la liqueur d’expedition (metodo più preciso e usato nella pratica), anche gli spumanti Martinotti si differenziano per "versione".
La classificazione è la consueta, normata per legge.
| Denominazione                                                                                                  | Residuo zuccherino (g/L)                                |
| --- | ------------------------------------------------------- |
| - Pas dosé o Dosaggio zero - Brut nature - Extra brut - Brut - Extra dry - Dry o Sec - Demi sec - Dolce o Doux | - < 1 - < 3 - ≤ 6 - < 12 - 12-17 - 17-32 - 32-50 - > 50 |

Spumante e classificazione rispetto al residuo zuccherino [Regolamento (CE) n. 607/2009, Allegato XIV].
Tale metodo, non più in uso, prevede la prima parte della spumantizzazione secondo il metodo classico, la seconda poi secondo il metodo Martinotti; il risparmio nei costi non è sensibile, lo è invece la qualità, che risulta decisamente inferiore.

## Altre applicazioni
Oltre che per produrre spumante, il metodo Martinotti-Charmat è quello che si utilizza (a parte rari casi per prodotti unici) per realizzare il vino frizzante. Naturalmente, per questo tipo di applicazione il processo è regolato in maniera diversa, ovvero i tempi di ottenimento sono molto più brevi, dato che in questo caso la sovrappressione da raggiungere è molto più bassa.